# Mord in Saint-Tropez
Mord in Saint-Tropez (Originaltitel: Mystère à Saint-Tropez) ist eine französisch-belgische Kriminalkomödie von Regisseur Nicolas Benamou, die am 14. Juli 2021 in die französischsprachigen und am 10. März 2022 in die deutschen Kinos kam. In den Hauptrollen sind Christian Clavier, Benoît Poelvoorde und Gérard Depardieu zu sehen.

## Handlung
Im Jahr 1970 wird die Pariser Kriminalpolizei von Staatssekretär Jacques Chirac kontaktiert: Sein wohlhabender Freund Baron Claude Tranchant berichtete über einen Mordversuch auf seinem Domizil in Saint-Tropez. Da alle anderen Ermittler verhindert sind, wird der tollpatschige Inspecteur Jean Boulin widerwillig von seinem Vorgesetzten Maurice Lefranc auf den Fall angesetzt.
In Saint-Tropez nimmt Boulin die Ermittlungen auf. Claude berichtet ihm, dass sich sein bester Freund Jacquot das Auto seiner Frau Eliane ausgeborgt hat. Aus dem Wagen wurde allerdings die Bremsflüssigkeit entfernt, weshalb es zu einem Unfall kam, bei dem Jacquot leicht verletzt wurde. Da Eliane zeitgleich von einem Unbekannten mehrere Drohbriefe bekam, sieht sich diese selbst als Ziel des gescheiterten Anschlags. Um unentdeckt ermitteln zu können, wird Boulin als Kellner getarnt unter das Personal des Anwesens gemischt. Am Abend kann er unter den Gästen des Wohnsitzes, die vor allem aus der Unterhaltungsindustrie stammen, zahlreiche Motive ermitteln.
Die Ermittlungen von Boulin werden immer wieder von seiner Tollpatschigkeit überschattet, durch die ein regelrechtes Chaos verursacht wird. Einem zweiten Mordanschlag sehen sich Jacquot und seine Frau Francine ausgesetzt, als beide in der Sauna eingesperrt werden und nur knapp überleben. Gleichzeitig bekommt Eliana einen weiteren Drohbrief, in dem ihr Ableben am kommenden Abend angekündigt wird. Für diesen Mordanschlag geht der weiterhin unbekannte Täter gerissener vor und setzt Boulin unter Drogen. Doch auch dieser Versuch scheitert und statt Eliane wird der griechische Regisseur Andreas verletzt.
Unzufrieden über die Ermittlungsarbeit von Boulin kontaktiert Claude Maurice Lefranc, der daraufhin selbst den Fall übernimmt. Aufgrund eines durch Boulin verursachten Missgeschicks muss Lefranc allerdings ins Krankenhaus eingeliefert werden, weshalb Boulin den Fall alleine lösen muss. Auf einem abendlichen Konzert kann er den Täter schließlich auf frischer Tat ertappen. Wie sich herausstellt, war Elianes Patensohn Ben für die gesamten Vorkommnisse verantwortlich. Sein eigentliches Ziel war allerdings seine eigene Freundin Carmen Moreno, von der er sich eine hohe Lebensversicherung versprach. Die Anschläge auf die anderen Gäste waren allesamt inszeniert und dienten nur zur Ablenkung.

## Produktion

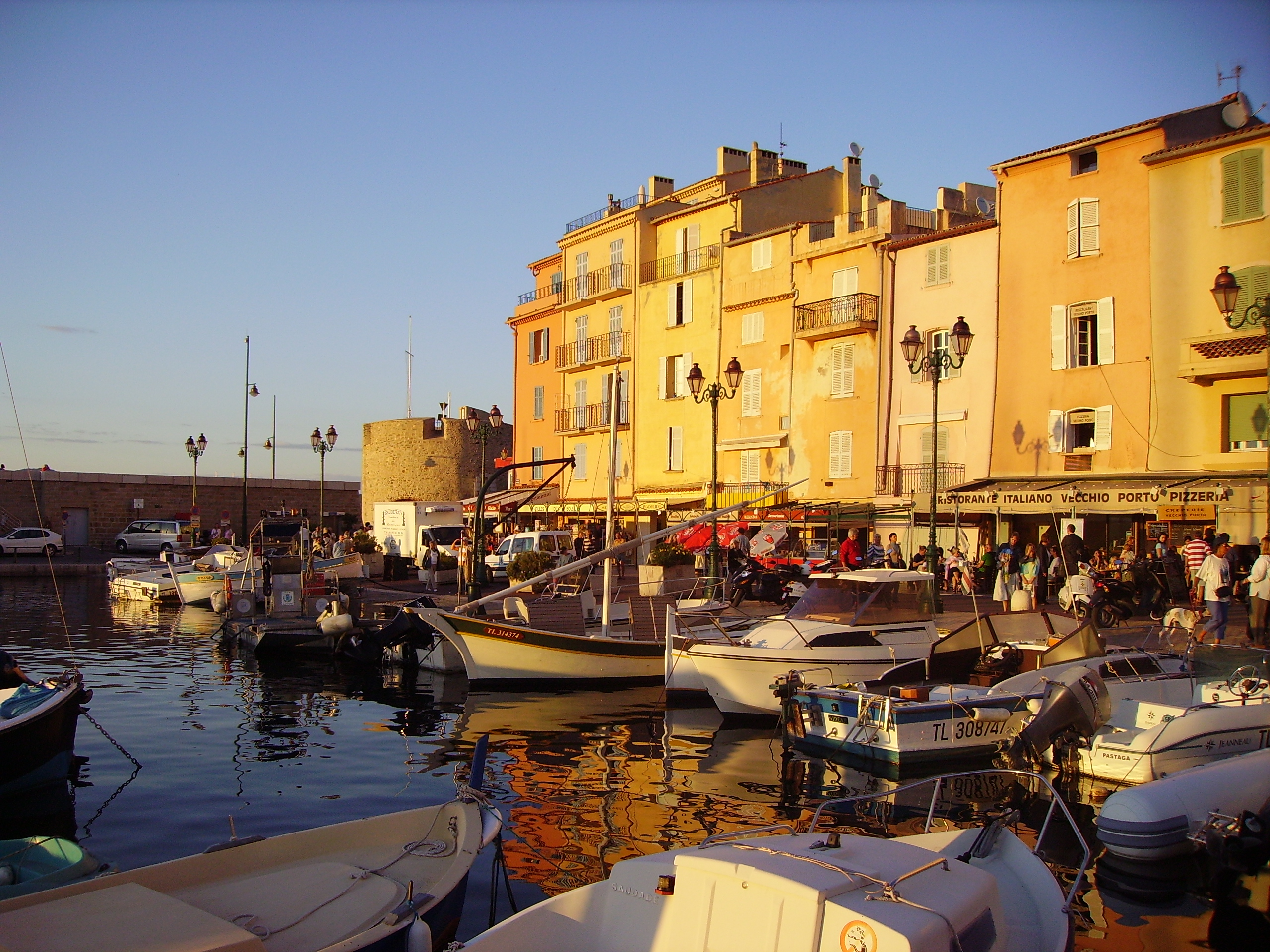
Saint-Tropez, Handlungs- und Drehort des Films

Ende 2018 verkündete Drehbuchautor Jean-Marie Poiré, dass er an einer Thriller-Komödie mit Christian Clavier als ermittelnder Polizist arbeite. Neben ihm schrieben auch Clavier und Jean-François Halin am Drehbuch mit, während Nicolas Benamou als Regisseur verpflichtet werden konnte. Im Juni 2019 wurde die Beteiligung von Gérard Depardieu und Benoît Poelvoorde am von Studiocanal und Curiosa produzierten Filmprojekt bekannt. Gleichzeitig wurde Saint-Tropez als Handlungsort verkündet; der Titel sollte zunächst Do you do you Saint-Tropez in Anlehnung an den französischen Kultfilm Der Gendarm von St. Tropez mit Louis de Funès lauten. Als weitere Inspiration dienten unter anderem Werke wie Der rosarote Panther oder Der Partyschreck.  Im Zuge der Dreharbeiten wurde die Besetzung von Thierry Lhermitte, Rossy de Palma, Virginie Hocq, Nicolas Briançon, Vincent Desagnat und Jérôme Commandeur bekannt.
Die neunwöchigen Dreharbeiten erfolgten mit Kameramann Philippe Guilbert im Herbst 2019 in Frankreich und Belgien; das Budget betrug rund 13,5 Millionen Euro. Zu den Drehorten zählten unter anderem Saint-Tropez und dessen Golf, die Nachbargemeinden Cavalaire-sur-Mer und Gassin, die belgische Hauptstadt Brüssel und die belgische Gemeinde Lasne. Gérard Depardieu filmte seine Szenen im Oktober 2019 in Ramatuelle. Für die Dreharbeiten kamen zwei deutsche Spitze zum Einsatz, die vom belgischen Tiertrainer Gaëtan Doppagne dressiert wurden. Als Szenenbildner fungierte Maamar Ech-Cheikh, der die Innenräume der Saint-Tropez-Villa in Filmstudios nachbaute. Als Kostümbildnerin war Fabienne Katany tätig, die gemeinsam mit der künstlerischen Leiterin Isabelle De Araujo Kostüme in Stile der 1970er Jahre und nach Vorbild von Emilio Pucci entwarf.
Ein Trailer zum Film erschien am 8. Juni 2021. Der französische Kinostart sollte ursprünglich am 17. Januar 2021 erfolgen, wurde später allerdings auf den 14. Juli 2021 verschoben. In Deutschland lief Mord in Saint-Tropez am 10. März 2022 über Leonine in den Kinos an.

## Synchronisation
Die deutschsprachige Synchronisation entstand nach einem Dialogbuch und unter der Dialogregie von Pierre Peters-Arnolds bei den Eclair Studios.
| Rolle                   | Darsteller        | Synchronsprecher         |
| ----------------------- | ----------------- | ------------------------ |
| Jean Boulin             | Christian Clavier | Wolfgang Müller          |
| Baron Claude Tranchant  | Benoît Poelvoorde | Frank Röth               |
| Eliane Tranchant        | Virginie Hocq     | Maud Ackermann           |
| Maurice Lefranc         | Gérard Depardieu  | Manfred Lehmann          |
| Jacques „Jacquot“ Aziza | Nicolas Briançon  | Olaf Reichmann           |
| Francine Aziza          | Chloé Lambert     | Claudia Urbschat-Mingues |
| Carmen Moreno           | Rossy de Palma    | Daniela Strietzel        |
| Ben                     | Gauthier Battoue  | Roman Wolko              |
| Andreas Kalamannis      | Vincent Desagnat  | Alexander Doering        |
| Yves Lamarque           | Thierry Lhermitte | Marcus Off               |
| Laura                   | Elisa Bachir Bey  | Kaya Marie Möller        |
| Cyril                   | Jérôme Commandeur | Tim Sander               |
| Gabriel                 | Gil Alma          | Bastian Sierich          |
| Monique                 | Valérie Lemaître  | Antje Thiele             |
| Joe Dassin              | Arnaud Lorent     | Amadeus Strobl           |

## Rezeption

### Altersfreigabe
In Deutschland erhielt Mord in Saint-Tropez von der FSK eine Freigabe ab 12 Jahren. In der Freigabebegründung heißt es, die oft überdrehte Inszenierung weise typische Genreelemente auf und zeige in opulenten, hellen Bildern überzeichnete Figuren und slapstickhafte Situationen. Dabei könnten einzelne bedrohliche, auch gewalthaltige Momente, Drogenkonsum sowie der zuweilen grobe, häufig sexualisierte und beleidigende Sprachgebrauch jüngere Kinder überfordern. Durch den deutlich komödiantischen Kontext und auch aufgrund des in der Vergangenheit angesiedelten und alltagsfernen Settings sei allerdings eine entsprechende Distanzierung möglich.

### Kritiken
Von der französischen Presse wurde Mord in Saint-Tropez überwiegend negativ aufgenommen. Trotzdem zog Yves Jaeglé von Le Parisien ein weitestgehend positives Fazit und urteilte, die als Hommage angelegte Komödie werde fast zur Parodie, wenn Christian Claviers Figur Jean Boulin als unfähige Version von Inspektor Clouseau daherkomme. Generell sei es die hochkarätige Besetzung, der historische Detailreichtum und die lockere Atmosphäre von Mord in Saint-Tropez, die den Film gerade noch vor einer Ermüdung retten würden. Insbesondere die Rolle des Claude Tranchant sei dabei für Benoît Poelvoorde maßgeschneidert, alle anderen Figuren würden vom Drehbuch hingegen kaum ausgearbeitet werden.
Eher durchwachsen steht Andrea Dittgen vom Filmdienst Mord in Saint-Tropez gegenüber. Der titelgebende Mord und die Tätersuche seien für sie nur zweitrangig im Film; vielmehr setze Regisseur Nicolas Benamou auf Slapstick und die Marotten der Reichen der 1970er Jahre, die „lustvoll karikiert“ werden. Dies funktioniere zu Beginn von Mord in Saint-Tropez noch recht gut, doch insbesondere die zweite Filmhälfte werde durch Wiederholungen und nicht zündende Gags zu einer langatmigen Angelegenheit. Der von Christian Clavier verkörpert Jean Boulin sei dabei genauso nervig wie Louis de Funès in Der Gendarm von St. Tropez, allerdings weniger charismatisch und originell. Als Fazit zieht Dittgen, Mord in Saint-Tropez fehle es als Komödie und Krimi an Schwung, könne „Nostalgie-Fans des französischen Kinos aber durchaus ein Lächeln entlocken“.
Für Tim Caspar Boehme von der taz sei Mord in Saint-Tropez nicht mehr als eine „harmlose Klamotte“, bei der Slapstick für einige Lacher sorge. Über die Situationskomik und ein wenig halbgare Sozialkritik hinaus habe der Film allerdings kaum etwas zu bieten. Kritisch steht Boehme hingegen dem Mitwirken von Gérard Depardieu gegenüber, der wegen Vergewaltigungsanschuldigungen, Steuerflucht und als „Putin-Freund“ in Zeiten des russischen Überfalls auf die Ukraine zuletzt vermehrt negative Schlagzeilen machte.

### Einspielergebnis
In Frankreich konnte Mord in Saint-Tropez gerade einmal rund 174.000 Kinobesucher verzeichnen, womit der Film einen der größten Kinoflops des Jahres 2021 in Frankreich darstellte. Dem Budget von rund 13,5 Millionen Euro steht ein weltweites Einspielergebnis von 1,48 Millionen US-Dollar gegenüber.